# Deprea cuyacensis
Deprea cuyacensis là loài thực vật có hoa trong họ Cà. Loài này được (N.W.Sawyer & S.Leiva) S.Leiva & Lezama mô tả khoa học đầu tiên năm 2005.